# Mali Vodnjak
Wysepka Mali Vodnjak (lub Vodnjak Mali) znajduje się 10,5 km na zachód od miasta Hvar i 120 m na zachód od wyspy Veli Vodnjak. Jej powierzchnia wynosi 0,82 ha; długość linii brzegowej ok. 300 m a średnica ok. 100 m. Należy do archipelagu wysp Paklińskich.